# クリケットバングラデシュ代表

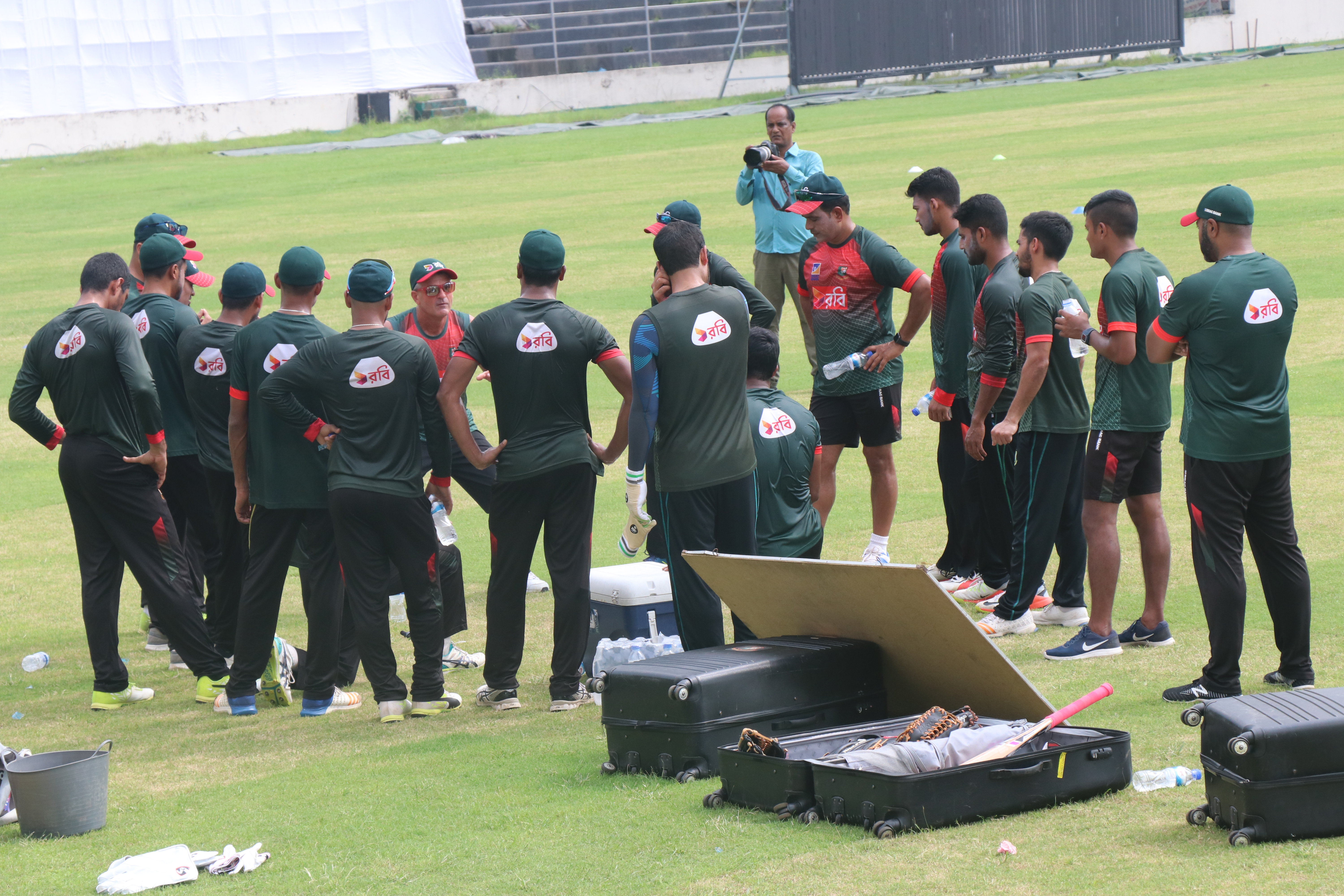

クリケットバングラデシュ代表（Bangladesh national cricket team）はバングラデシュ・クリケット評議会により組織されるクリケットのナショナルチーム。

## 代表成績

### ワールドカップ
- 1975 - 不出場
- 1979 - 不出場
- 1983 - 不出場
- 1987 - 不出場
- 1992 - 不出場
- 1996 - 不出場
- 1999 - グループリーグ敗退
- 2003 - グループリーグ敗退
- 2007 - スーパー8敗退
- 2011 - グループリーグ敗退
- 2015 - 準々決勝敗退
- 2019 - グループリーグ敗退

### ICC T20ワールドカップ
- 2007 - スーパー8敗退
- 2009 - グループリーグ敗退
- 2010 - グループリーグ敗退
- 2012 - グループリーグ敗退
- 2014 - スーパー10敗退
- 2016 - スーパー10敗退